# Medaille „Für die Rettung Ertrinkender“

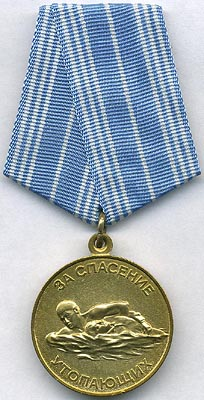
Avers der Medaille

Die Medaille „Für die Rettung Ertrinkender“ (russisch Медаль «За спасение утопающих») war eine Auszeichnung der ehemaligen Sowjetunion, welche am 16. Februar 1957 durch das Präsidium des Obersten Sowjets der UdSSR in einer Stufe gestiftet wurde. Bis 1991 wurden etwa 24.000 Menschen mit der Medaille ausgezeichnet. Die Erneuerung der Medaille wurde am 2. März 1992 beschlossen. Sie wird ab diesem Zeitpunkt erneut von der Russischen Föderation verliehen.

## Verleihungsbedingungen
Die Medaille kann an alle Bürger der Sowjetunion sowie ausländische Staatsangehörige verliehen werden, die auf dem Territorium der UdSSR (der Russischen Föderation) durch persönlichen Mut und Opferbereitschaft, eigene Initiative, Aufmerksamkeit und Einfallsreichtum Menschen vor dem Ertrinken gerettet haben. Ferner kann die Medaille auch an Angehörige der Wasserrettung bei derartigen Einsätzen verliehen werden.

## Aussehen und Trageweise
Die Medaille besteht aus Messing, schimmert leicht golden und hat einen Durchmesser von 32 mm. Sie zeigt auf ihrem Avers das Bildnis eines Retters, der einen Ertrinkenden im Schlepp hat. Umschlossen wird diese Rettungssymbolik von der Umschrift: За спасение утопающих (Für die Rettung Ertrinkender). Das Revers der Medaille zeigt hingegen Hammer und Sichel über einem Lorbeerzweig sowie die darunter liegende Landeskürzelinschrift: СССР (UdSSR). Darauf wurde in der neueren Variante verzichtet und stattdessen РОССИЯ (Russland) gesetzt.
Getragen wurde die Medaille an der linken oberen Brustseite des Beliehenen an einer hellblauen pentagonalen Spange. In dieses Band ist mittig ein 2 mm breiter weißen und senkrechter Mittelstreifen eingewebt, der sich an den beiden Seiten des Bandes in dreifacher Webung wiederfindet. Ihr Abstand untereinander beträgt dabei 1 mm.